# Sebastian Kehl
Sebastian Walter Kehl (Fulda, 13 februari 1980) is een Duits voormalig betaald voetballer die bij voorkeur op het middenveld speelde. Hij stroomde in 1998 door vanuit de jeugd van Hannover 96. Nadat hij daar twee seizoenen in het eerste speelde en anderhalf seizoen bij SC Freiburg, speelde hij de overige 13,5 jaar van zijn profcarrière voor Borussia Dortmund. Kehl debuteerde op 20 mei 2001 tegen Slowakije in het Duits voetbalelftal en speelde daarvoor 31 interlands.
Kehl begon in 2006 te sukkelen met een aanhoudende reeks blessures, voornamelijk aan zijn linkerknie. Daaraan werd hij geopereerd, maar na een revalidatieperiode, bleek de pijn nog niet weg. Mede daardoor miste Kehl na het spelen van het WK 2006 aanzienlijke delen van de daaropvolgende seizoenen.
Kehl speelde vier wedstrijden op het WK 2006, waarvan twee als invaller en zowel de halve finale als de wedstrijd om de derde plaats helemaal.
Kehl heeft de eerste lichting van de UEFA-managementopleiding Executive Master for International Players (MIP) gedaan.

## Overzicht
| Seizoen  | Club              | Competitie    | Wedstrijden | Doelpunten |
| -------- | ----------------- | ------------- | ----------- | ---------- |
| 1998-'99 | Hannover 96       | 2. Bundesliga | 8           | 1          |
| 1999-'00 | Hannover 96       | 2. Bundesliga | 24          | 1          |
| 2000-'01 | SC Freiburg       | Bundesliga    | 25          | 2          |
| 2001-'02 | SC Freiburg       | Bundesliga    | 15          | 2          |
|          | Borussia Dortmund | Bundesliga    | 15          | 1          |
| 2002-'03 | Borussia Dortmund | Bundesliga    | 28          | 0          |
| 2003-'04 | Borussia Dortmund | Bundesliga    | 23          | 1          |
| 2004-'05 | Borussia Dortmund | Bundesliga    | 32          | 4          |
| 2005-'06 | Borussia Dortmund | Bundesliga    | 29          | 1          |
| 2006-'07 | Borussia Dortmund | Bundesliga    | 6           | 0          |
| 2007-'08 | Borussia Dortmund | Bundesliga    | 14          | 3          |
| 2008-'09 | Borussia Dortmund | Bundesliga    | 28          | 5          |
| 2009-'10 | Borussia Dortmund | Bundesliga    | 6           | 1          |
| 2010-'11 | Borussia Dortmund | Bundesliga    | 6           | 0          |
| 2011-'12 | Borussia Dortmund | Bundesliga    | 27          | 3          |
| 2012-'13 | Borussia Dortmund | Bundesliga    | 22          | 0          |
| 2013-'14 | Borussia Dortmund | Bundesliga    | 17          | 1          |
| 2014-'15 | Borussia Dortmund | Bundesliga    | 21          | 0          |

## Erelijst
Borussia Dortmund
- Duits landskampioen

2002, 2011, 2012
- DFB-Pokal

2012

## Interlandcarrière
| WK-statistieken                  | Club              | Positie      | W |   |   | D | A |   |   |   |
| -------------------------------- | ----------------- | ------------ | - | - | - | - | - | - | - | - |
| Duitsland op het WK voetbal 2006 | Borussia Dortmund | Middenvelder | 4 | 2 | 0 | 0 | 0 | 0 | 0 | 0 |

1 Kahn  ·
2 Linke ·
3 Rehmer ·
4 Baumann ·
5 Ramelow ·
6 Ziege ·
7 Neuville ·
8 Hamann ·
9 Jancker ·
10 Ricken ·
11 Klose ·
12 Lehmann ·
13 Ballack ·
14 Asamoah ·
15 Kehl ·
16 Jeremies ·
17 Bode ·
18 Böhme ·
19 Schneider ·
20 Bierhoff ·
21 Metzelder ·
22 Frings ·
23 Butt ·
Coach: Völler
1 Kahn  ·
2 Hinkel ·
3 Friedrich ·
4 Wörns ·
5 Nowotny ·
6 Baumann ·
7 Schweinsteiger ·
8 Hamann ·
9 Bobic ·
10 Kurányi ·
11 Klose ·
12 Lehmann ·
13 Ballack ·
14 Brdarić ·
15 Kehl ·
16 Jeremies ·
17 Ziege ·
18 Ernst ·
19 Schneider ·
20 Podolski ·
21 Lahm ·
22 Frings ·
23 Hildebrand ·
Coach: Völler
1 Lehmann ·
2 Jansen ·
3 Friedrich ·
4 Huth ·
5 Kehl ·
6 Nowotny ·
7 Schweinsteiger ·
8 Frings ·
9 Hanke ·
10 Neuville ·
11 Klose ·
12 Kahn ·
13 Ballack  ·
14 Asamoah ·
15 Hitzlsperger ·
16 Lahm ·
17 Mertesacker ·
18 Borowski ·
19 Schneider ·
20 Podolski ·
21 Metzelder ·
22 Odonkor ·
23 Hildebrand ·
Coach: Klinsmann